# Coup d'état orangiste de 1831 à Gand
Guerre belgo-néerlandaise
Le coup d'état orangiste de 1831 à Gand fait partie d'une tentative de coup d'état menée le 2 février 1831 par le mouvement orangiste de Belgique, à Gand, dans la province de Flandre-Orientale. Elle se déroule en pleine guerre belgo-néerlandaise, qui fait suite à la révolution belge et à l'indépendance de la Belgique du royaume uni des Pays-Bas, proclamée unilatéralement par le gouvernement provisoire le 4 octobre 1830. 
L'action prévoyait des attaques simultanées à Anvers, Bruxelles et Louvain dans le but de promulguer le fils du roi des Pays-Bas Guillaume Ier, le prince d'Orange, en tant que nouveau chef de l'état belge.
À Gand, la tentative échoue grâce à la résistance des pompiers de la ville qui, à l'époque, étaient armés et engagent le combat contre les orangistes dans la Gouvernementstraat, faisant 47 morts dont un dans leurs rangs. 
Le meneur de l'action, le Français Ernest Grégoire, est arrêté et jugé avec d'autres orangistes en cours d'assises au mois de juin de la même année. Ils seront tous acquittés, le gouvernement de l'époque préférant étouffer l'affaire pour minimiser l'importance du mouvement orangiste et inciter davantage à l'union nationale.

## Contexte

### La révolution belge et les orangistes
En 1830, tous les belges ne se rallient pas à la révolution et ne sont pas nécessairement en faveur de l'indépendance de la Belgique du royaume uni des Pays-Bas, telle que proclamée par le gouvernement provisoire le 4 octobre 1830 à la suite de l'insurrection dans les Pays-Bas méridionaux puis des Journées de Septembre. En effet, le mouvement orangiste demeure, à tout le moins, fervent partisan du roi des Pays-Bas, Guillaume Ier d'Orange-Nassau, d'où son nom, si pas en faveur du nationalisme thiois. Ils organisent dès lors une contre-révolution, particulièrement dans des bastions royalistes ou « pro-hollandais » comme l'est la ville de Gand où une grande partie de la bourgeoisie industrielle est réputée pour son soutien au roi. Les bourgeois de l'industrie textile gantoise (nl) s'inquiètent tout particulièrement de la perte de marché potentiel après la scission du royaume, qui entraîne leur coupure de l'empire colonial néerlandais et l'accroissement de la concurrence britannique dans ce domaine. Le bourgmestre Joseph Van Crombrugghe (nl) fait partie du mouvement au même titre qu'Hippolyte Metdepenningen, qui en est l'un des meneurs. À ce titre, le 5 janvier 1831, le conseil communal et la chambre du commerce et de l'industrie de Gand signent une déclaration de principe en faveur des orangistes. Le mouvement est particulièrement présent et soutenu par les trois loges maçonniques de Gand : Les Vrais Amis, La Félicité Bienfaisante et, surtout,  Le Septentrion.
La ville de Gand est également le siège de plusieurs journaux ralliés à cette cause, comme Le Messager de Gand et son rédacteur en chef Charles Froment.

### Le trône de Belgique

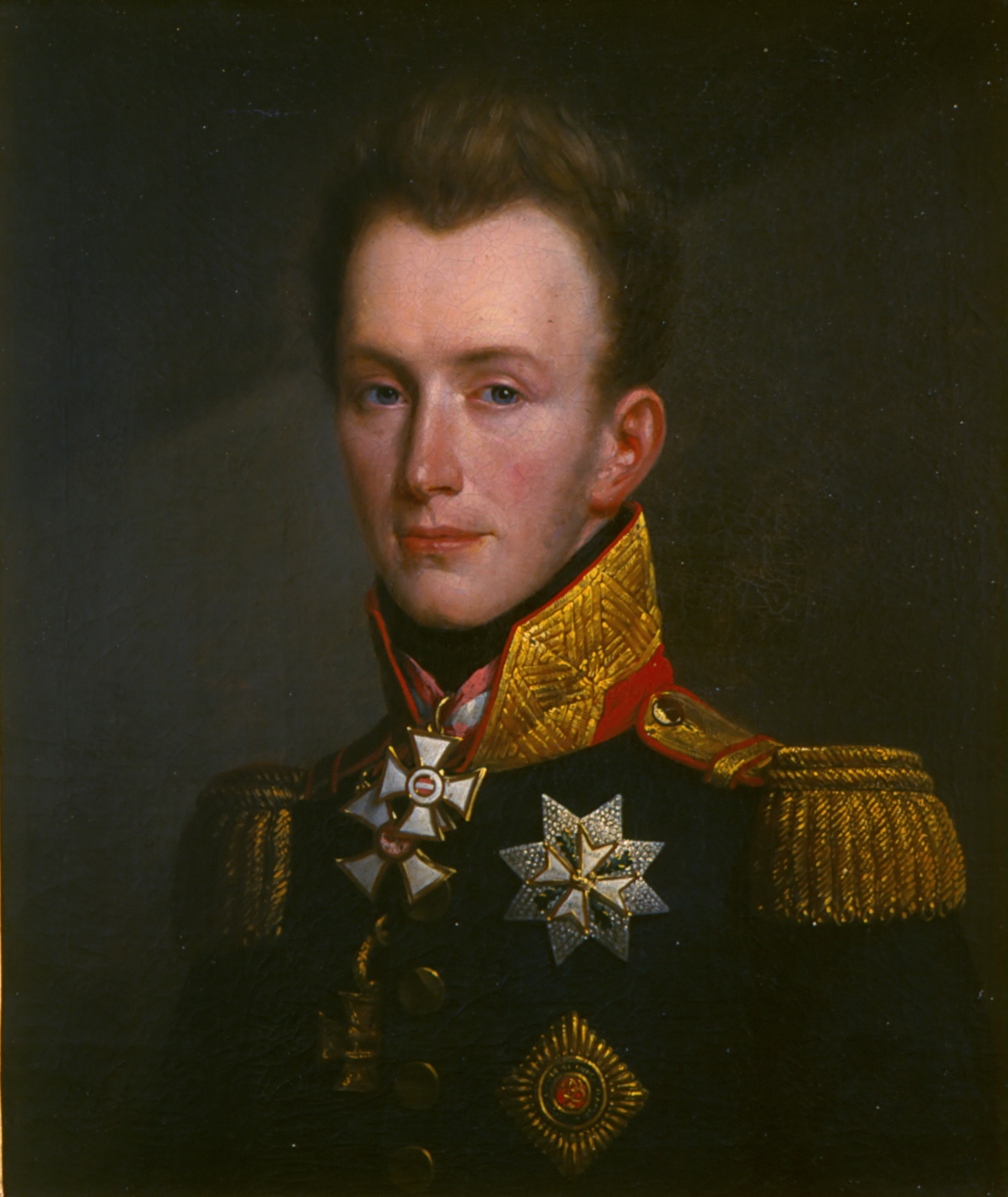
L'objectif des orangistes était de promulguer le fils du roi des Pays-Bas Guillaume Ier, le prince d'Orange (image), en tant que nouveau chef de l'état belge.

C'est également la période de l'histoire de la Belgique où le jeune état se cherche un roi, puisque la Constitution belge dispose que la nation devienne une monarchie constitutionnelle. Début 1831, le Congrès national a deux candidats sérieux en vue : le duc de Leuchtenberg et Louis d'Orléans, duc de Nemours. C'est ce-dernier, fils du roi des Français, Louis-Philippe Ier, qui est plus que pressenti pour devenir le premier roi des Belges et le vote en sa faveur doit avoir lieu le 3 février 1831. Le but du mouvement orangiste est alors de proclamer le prince d'Orange en tant que nouveau chef de l’État belge, malgré le décret constitutionnel du 24 novembre 1830 qui exclut perpétuellement la famille d'Orange-Nassau de tout pouvoir en Belgique. L'objectif est de réaliser cela avant le vote en faveur du duc de Nemours, en attaquant Bruxelles, capitale et siège du Congrès national, mais aussi Anvers, Gand et Louvain. 
En effet, le prince, alors en exil à Londres, possède de nombreux agents en Belgique qui lui sont toujours fidèles et entretient avec eux des correspondances où il leur intime d'établir des relations avec les troupes des nouvelles forces armées belges et leurs officiers supérieurs, ainsi qu'avec certains personnages haut placés, particulièrement à Anvers, Maastricht et dans les Flandres. 
Le 11 janvier 1831, il publie la proclamation suivante, affichant clairement son ambition :

« Aux belges, 
Les derniers événements de la Belgique ont attiré sur moi, sur ma famille, et sur la nation, des malheurs que je ne cesserai de déplorer. Cependant, au milieu de ces calamités, je n'ai jamais renoncé au consolant espoir qu'un temps viendrait où la pureté de mes intentions serait reconnue, et où je pourrais personnellement coopérer à l'heureuse entreprise de calmer les divisions, et de faire renaître la paix et la prospérité d'un pays auquel m'unissent les liens à jamais sacrés du devoir et de la plus tendre affection.
Le choix d'un souverain pour la Belgique, depuis sa séparation d'avec la Hollande, a été accompagné de difficultés qu'il est inutile de décrire. Puis-je croire sans présomption que ma personne présente aujourd'hui la meilleure et la plus satisfaisante solution de ces difficultés ?
Nul doute qu'après avoir uni leurs efforts avec tant de désintéressement pour terminer les malheurs qui pèsent sur nous, les cinq puissances, dont la confiance est si nécessaire à acquérir, ne voient dans un tel arrangement le plus sûr, le plus prompt, le plus facile moyen de raffermir la tranquillité intérieure, et d'assurer la paix générale de l'Europe. Nul doute que les communications récentes et détaillées, venues des villes principales et de plusieurs provinces de la Belgique, n'offrent la preuve frappante de la confiance que m'accorde encore une grande partie de la nation, et ne m'autorisent à nourrir l'espoir que ce sentiment pourra devenir unanime, quand mes vues et mes intentions seront suffisamment comprises.
C'est dans ce but que je désire entrer dans une explication de ces intentions et de ces vues.
(...) »

### Gand en 1831

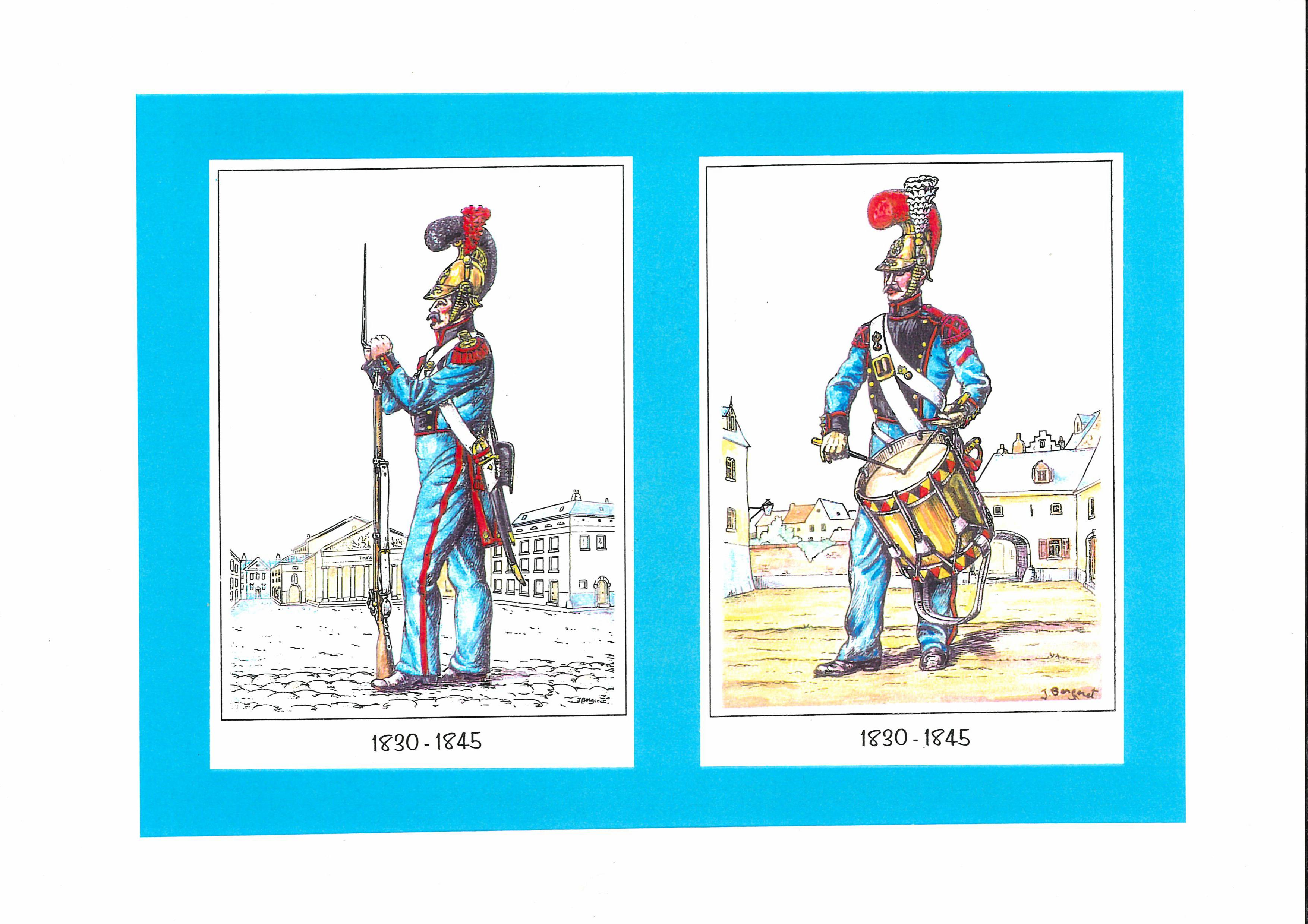
À l'époque, les corps de pompiers belges sont souvent armés et assurent l'ordre public, comme ici des pompiers de Bruxelles.

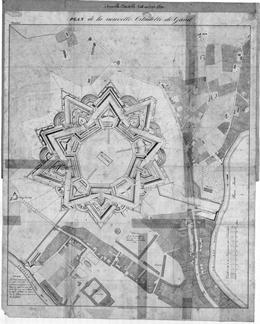
Plan de la citadelle de Gand.

Début 1831, la ville de Gand abrite le quartier-général de l'un des quatre corps d'armée des nouvelles forces armées belges : l'armée des Flandres, commandée par le général Ignace Louis Duvivier. Son état-major est situé sur le Kouter, à l'époque appelé la « Place d'Armes ». Le commandement militaire de la province de Flandre-Orientale est confié au général François-Xavier de Wautier. Quant au commandant militaire de la place de Gand, il s'agit du colonel Van den Sanden depuis le 30 novembre 1830.
La garnison de la ville loge  dans la toute nouvelle citadelle de Gand et se compose : 
- du 7e régiment de ligne, commandé par le colonel Jean Nicolas Marie L'Olivier
- d'un bataillon des « chasseurs Borremans », commandé par le major A. Baron[15]
- du 2e régiment de chasseurs à cheval, commandé par le colonel Constantin d'Hane-Steenhuyse.

En plus de cela, le maintien de l'ordre public est assuré par la Gendarmerie, nouvellement créée pour remplacer la maréchaussée royale, ainsi que par la garde civique, qui remplace l'ancienne schutterij de la période néerlandaise, dissoute par la régence de la ville dès l'insurrection de 1830 dans les Pays-Bas méridionaux. Elle est elle-même renforcée dans cette fonction par le corps des pompiers de Gand, dirigé par le Major Louis-Grégoire Van de Poele, un ancien officier des hussards de la Grande Armée. En effet, à l'époque, les corps de pompiers des grandes villes sont organisés de manière militaire bien que demeurant des unités civiles au service de la municipalité. Ils sont, de ce fait, armés dans le but de soutenir et renforcer les forces de l'ordre en plus de leur mission de lutte contre l'incendie. Celui de Gand, fondé le 2 février 1809 par un décret impérial de Napoléon Bonaparte, ne fait pas exception à la règle et dispose, outre de fusils, de l'artillerie de la ville composée de deux canons.

## Genèse

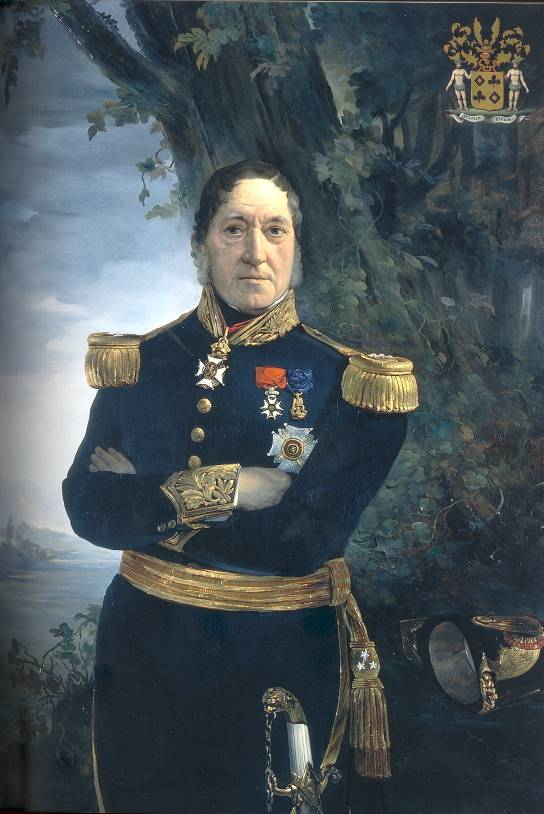
Le général François-Xavier de Wautier, a toujours prétendu qu'il était le seul à ne pas faire partie du complot.

Afin de mener à bien leur projet, les orangistes s'adressent initialement au major Pierre Aulard, commandant du 2e bataillon de la légion Belge-Parisienne. Celui-ci refuse et s'empresse de dénoncer ces propositions au ministre de la guerre, Albert Goblet d'Alviella mais, pour toute réponse, reçoit l'ordre de se rendre à Charleroi avec son bataillon.

Après ce premier échec, le comte Adolphe Duchanel contacte Ernest Grégoire, un Français, d'être le meneur de l'action de Gand. Ce-dernier avait été nommé au grade de lieutenant-colonel dans la jeune armée belge à titre de remerciement pour sa participation, jusqu’alors exemplaire, à la révolution belge et tout particulièrement aux Journées de Septembre à Bruxelles. Il commande depuis lors le 2e bataillon de tirailleurs du 6e régiment de ligne, en poste à Bruges. Dès le début de l'année 1831, il cherche par tous les moyens à augmenter ses effectifs afin d'obtenir plus rapidement le grade de colonel. Cependant, ses agissements sont repérés par les autorités, comme l'atteste la lettre du major Aulard au lieutenant-colonel Huybrecht, commandant de la gendarmerie de Gand, le 7 janvier 1831 : 

« Je suis informé par Monsieur le Chef de la police que des enrôlements se font dans cette ville et particulièrement au cabaret de l'Allemand. Je me suis adressé à M. le Général commandant des deux Flandres pour le prier de me faire connaître s'il avait connaissance de ces enrôlements ; il m'a fait l'honneur de me répondre, sous la date de ce jour qu'il n'avait accordé aucune autorisation spéciale en cette ville et que je pouvais agir comme je le trouvais convenable pour arrêter les enrôlements qui pourraient se faire d'une manière illégale. En conséquence, Monsieur le Commandant, je vous invite à vous assurer des personnes qui ne seraient pas en règle à cet égard. »

Grégoire reçoit quarante à quatre-vingt mille francs à remettre aux officiers généraux et supérieurs pour acheter leur participation ainsi qu'à distribuer aux soldats. Le complot comprend presque tous les officiers supérieurs de la garde civique et de la garnison de la citadelle de Gand. Il comprend également une bonne partie de l'état-major militaire de la province de Flandre-Orientale, ce inclus le général Ignace Louis Duvivier, le commandant en chef de l'armée des Flandres. En cas de succès, le prince Guillaume d'Orange, fils de Guillaume Ier, a promis qu'il franchirait la frontière en Zélande avec une armée de 6 000 hommes afin de venir en aide aux rebelles. Des mouvements simultanés doivent également avoir lieu à Anvers, où l'armée de l'Escaut, commandée par Jacques Van der Smissen, doit se soulever. À Bruxelles, la garnison de la ville est également censée prendre les armes, ainsi que l'armée de la Meuse.

## Déroulement

### Préparatifs et départ de Bruges

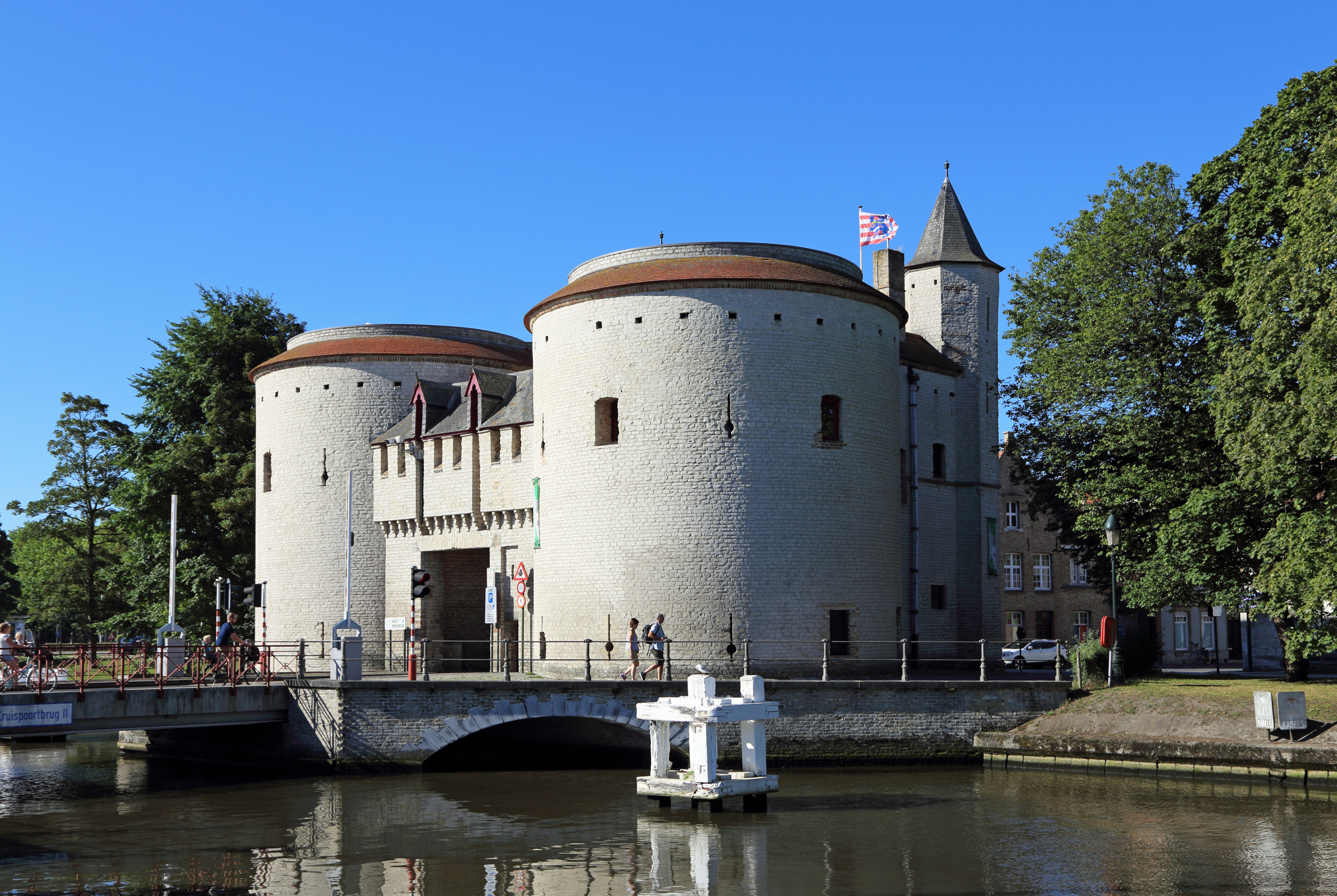
La porte Sainte-Croix, à Bruges, par où le bataillon de Ernest Grégoire quitta la ville sans ordres à destination de Gand, le soir du 1 février.

Dans la soirée du 1er février, un dîner est organisé par les orangistes à Bruges pour les hommes d'Ernest Grégoire. Des dames habillées de vêtements de soie de couleur orange sont également conviées. Un toast y est porté au Prince d'Orange ainsi qu'à la réussite de leur entreprise du lendemain. Les préparatifs éveillent les soupçons des autorités de la ville quand ils s'aperçoivent que les chasseurs de Grégoire ont reçu de l'argent et qu'ils s'enivrent dans les cabarets de Bruges. Dix d'entre-eux sont en effet arrêtés à la suite d'une bagarre vers 17 heures. L'un des officiers du bataillon de Grégoire, le capitaine Hutteau d'Origny tente de les faire libérer, mais en vain.
La troupe part de Bruges vers 22 h avec un peu plus de 300 hommes et, arrivée à Maldegem, elle se voit renforcée par une autre compagnie de soldats du 6e régiment de ligne qui vient grossir leurs rangs sous présentation de faux ordres.
Une patrouille de soldats de la grande garde de Bruges est mise sur pieds par le major De Pachtere, afin de maintenir l'ordre public en ville. Cependant, lorsqu'ils se mettent en route vers 23 h, ils se rendent compte que les 400 hommes du bataillon de Grégoire ont quitté la caserne sans en avoir reçu l'ordre. Le major et ses hommes se rendent alors à la porte Sainte-Croix (nl) où le caporal de garde confirme que le bataillon vient de passer en direction de Gand. L'officier fait alors demi-tour pour aller en informer le général de Mahieu, commandant militaire de la province de Flandre-Occidentale. Ce-dernier décide de l'envoi immédiat vers Gand de deux gendarmes déguisés, porteurs de lettres informant les autorités gantoises de l'arrivée du bataillon. Une seule de ces missives parvient à destination et il est entre 9 h et 10 h du matin le 2 février, lorsque le général Duvivier, commandant de l'armée des Flandres, reçoit la nouvelle de l'arrivée de Grégoire dans son chef-lieu.

### Arrivée en ville

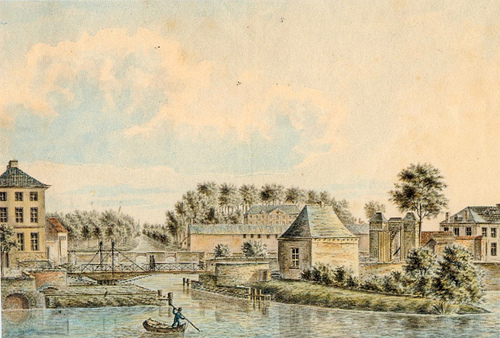
La porte de Bruges, à Gand, vers 1800.

Le général Duvivier informe le général Wautier de l'arrivée des rebelles et lui demande de partir à la rencontre de la troupe d'Ernest Grégoire, officiellement pour s'enquérir de la situation, mais dans l'espoir de se débarrasser de lui, seul officier général resté étranger au mouvement. Il les retrouve à Mariakerke où il s'entretient avec Grégoire et apprend ses desseins. Fait prisonnier, il renvoie alors discrètement son aide de camp, Adolphe Mouriau, à Gand pour informer le général Duvivier de la situation et lui demander de fermer la porte de Bruges (nl) après avoir tourné le pont du canal Gand-Bruges et fait sonner la « grande garde ». À son arrivée, il est surpris de voir que ses ordres n'ont pas été exécutés. En effet, les portes de la ville sont ouvertes, les hommes de la garde civique de faction à la porte sont restés dans le corps de garde et une petite foule est même présente, dans laquelle se trouve l'ancien commandant de la garde civique, Van den Berghe, qui semblait attendre les rebelles en les acclame aux cris de « Vive le Prince d'Orange ! ». Certains soldats s'écrient en retour : « Vivent les Français ! » et « Vive Napoléon! ». Les hommes de Grégoire s'avancent alors en distribuant des pièces de monnaie aux curieux sur leur passage. Le général Grégoire parvient à s'échapper et à se rendre à l'état-major provincial, situé sur le Kouter, où il retrouve le général Duvivier. Ce dernier lui indique qu'il a bien reçu ses consignes mais ne semble pas vouloir les faire appliquer. Le général Wautier se dirige alors vers la caserne Saint-Pierre où est stationné le bataillon des chasseurs de Bruxelles commandé par le Major Baron, afin de le mettre en ordre de marche, puis vers la citadelle de Gand où il fait de même avec les deux bataillon du 7e régiment d'infanterie, commandé par le colonel Jean Nicolas Marie L'Olivier. Ce dernier interpelle alors le général en lui disant : « Général, mettez-vous à la tête du mouvement de Grégoire et je vous soutiendrai avec mon régiment ». Wautier de lui répondre : « C'est le général Duvivier qui commande, allez lui faire cette proposition ! ». Il prend ensuite le commandement du premier bataillon et marche vers la ville. 
Pendant ce temps, la troupe de rebelles se divise en deux : Ernest Grégoire se dirige vers la maison du gouverneur de la province de Flandre-Orientale, Werner de Lamberts-Cortenbach, tandis que le capitaine Albert de Bast prend la tête de l'autre partie et se dirige vers la caserne des pompiers de Gand, située dans le château de Gérard le Diable. Le corps, armé, se compose à l'époque d'une centaine d'hommes et, n'ayant pas été joint au complot, il doit être maîtrisé. En conséquence de quoi, De Bast a pour mission de s'emparer de deux pièces d'artillerie gardées par les hommes du feu.

### Prise de «l'hôtel du Gouvernement» et négociations

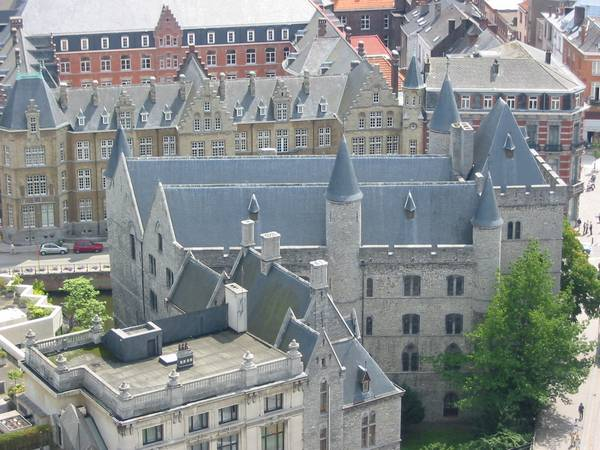
La caserne des pompiers de Gand est alors située dans le château de Gérard le Diable.

Les pompiers gantois sont alertés de l'arrivée des complotistes par le colonel commandant d'armes Vandezande qui leur ordonne de se mettre en ordre de bataille et de préparer à l'affrontement. Cependant, les chevaux nécessaires pour tirer les canons ont été réquisitionnés la veille par la régence de la ville. Le commandant des pompiers, le major Louis Van de Poele, décide d'arrêter deux fiacres qui passaient par là et d'en dételer les chevaux pour les mettre à ses canons. À peine les deux pièces sont elles apprêtées dans la cour, qu'il voit deux pelotons commandés par De Bast se diriger vers la caserne au pas de charge. Il fait aussitôt refermer la porte et place ses hommes aux fenêtres à croisées afin de se préparer à tirer sur les assaillants. Il ordonne de charger l'un des canons avec de la mitraille et de le pointer vers la porte. C'est à ce moment qu'il apprend qu'un pompier de garde à l'hôtel du Gouvernement a été maîtrisé et que Grégoire a envahi le palais du gouverneur.

En effet, de son côté, Ernest Grégoire et sa troupe sont parvenus jusqu'à l'hôtel du Gouvernement, dans la gouvernemenstraat et entrent dans le bureau du gouverneur de la province de Flandre-Orientale, Werner de Lamberts-Cortenbach, avec quatre fusiliers. Dès leur arrivée, les rebelles distribuent d'importantes sommes d'argent aux prolétaires gantois afin de les rallier à leur cause, mais l'enthousiasme n'est pas au rendez-vous. Ils tentent de piller le bâtiment ainsi que l'administration du timbre de la ville, mais plusieurs gantois s'y opposent et les repoussent. Grégoire somme le gouverneur de reconnaître le prince d'Orange comme nouveau chef de l'état belge, l'assurant qu'il est déjà reconnu à Bruges et qu'il vient à présent le proclamer à Gand : « Il y va de votre intérêt, tous les fonctionnaires sont conservés ; six mille hommes entrent en ce moment en ville. ». Le gouverneur s’enquerre alors du sort des pompiers, qu'il sait être dépositaires de l'artillerie de la ville à la place de la garde civique. Grégoire de lui répondre : « Ils sont en ce-moment occupés à remettre leurs pièces. ». La réponse du gouverneur est alors sans équivoque : 

« Non ! Dussé-je être seul, je n'adhère point au parti du prince d'Orange ; je ne reconnais que le gouvernement qui m'a placé ici et duquel je tiens mon mandat. »

 Le secrétaire du gouvernement provisoire de Belgique à Gand, Auguste Bayet, se joint au gouverneur en refusant de reconnaitre toute autre autorité. La réponse de Grégoire le fut tout autant : « En ce cas, on va placer un autre gouverneur ! »
Du côté des pompiers, la caserne du château de Gérard le Diable est menacée par les 300 hommes du capitaine de Bast. Le commandant Van de Poele décide de faire manœuvrer 70 de ses hommes et ses deux canons en effectuant une sortie par une petite rue adjacente, de telle manière à ce qu'ils se trouve face aux hommes de De Bast dans la Gouvernementstraat. Voyant la manœuvre, ces-derniers se mettent alors en position de faire feu. Van de Poele ordonne de charger le deuxième canon de mitraille et décide d'aller négocier avec le chef des opposants. De Bast s'avance à son tour et Van de Poele lui demande de retirer ses soldats de sa caserne. C'est à ce moment ce moment qu'Ernest Grégoire apparu, sorti du palais du gouverneur. Il s’avance vers le pompier et lui dit : « Il y va de votre intérêt, il y va de votre vie. Tout est d'accord. Vous allez recevoir l'ordre du général Duvivier. Nous venons proclamer le prince d'Orange. » Van de Poele répond à haute voix  : « Le prince d'Orange? Je ne connais pas cet homme-là ! Et, puisque vous dites que tout est d'accord, le gouverneur civil en est-il ? Je vais envoyer l'un de mes officiers vers ce magistrat. Vous le ferez accompagner par un des vôtres, à l'effet de connaître ses intentions, et vous répondrez de mon officier sur votre tête. »
L'officier-pompier choisi pour la mission est le sous-lieutenant Benoit Rolliers qui, accompagné d'un officier de la troupe de Grégoire, se dirige chez le gouverneur et lui demande ses ordres. Werner de Lamberts, ignorant la situation, déclare : « Un troupe étrangère a enlevé votre poste au Gouvernement ; vous devez savoir ce qui vous reste à faire. On m'a demandé de reconnaître le prince d'Orange, j'ai répondu non ! ». Entendant cela, Rolliers s'exclame : « Bravo ! Nous chasserons cette canaille ! » et les deux officiers regagnent leurs rangs pour rendre compte à leurs supérieurs.

### Affrontement

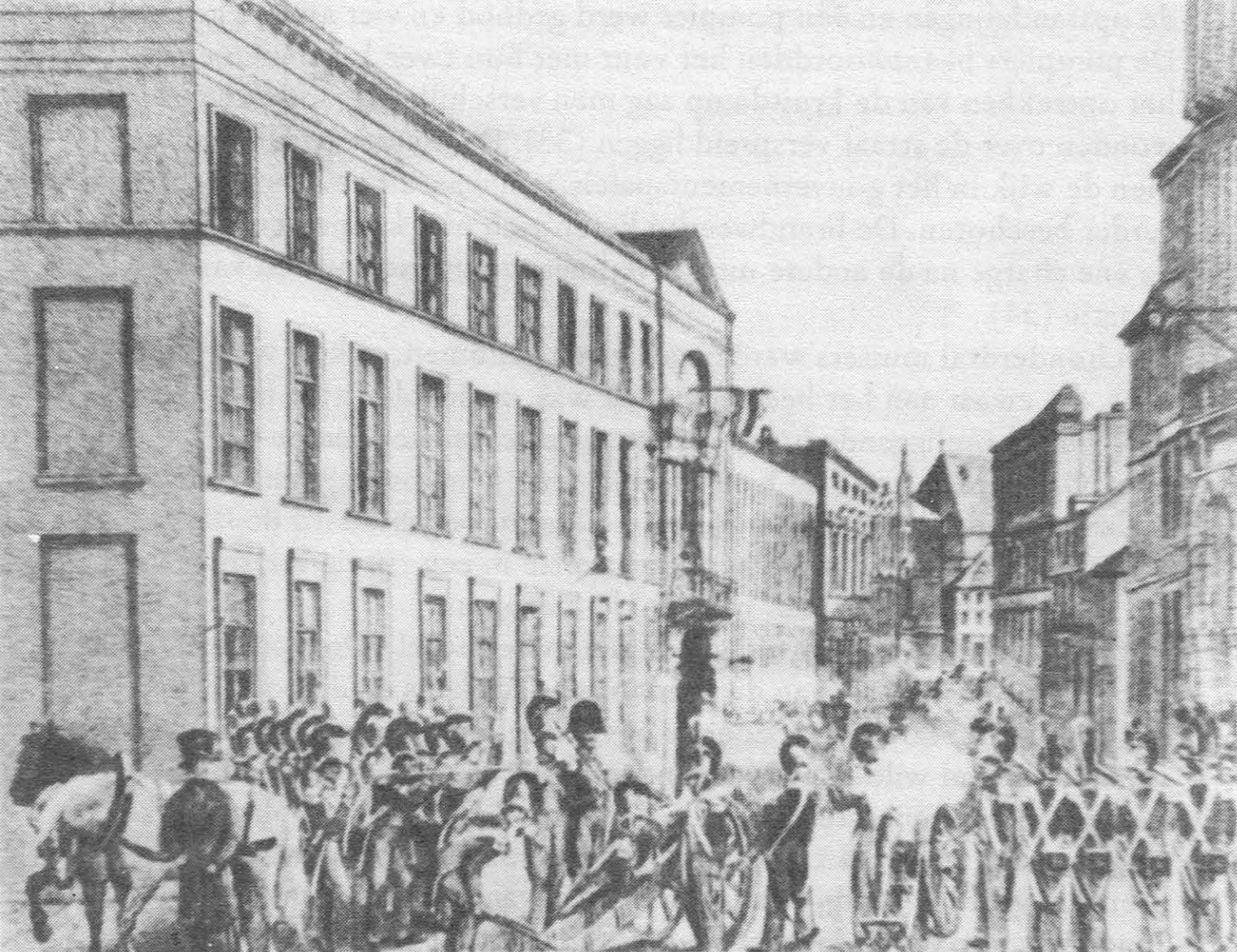
Lithographie représentant les pompiers de Gand faisant barrage aux rebelles orangistes dans la Gouvernementstraat.

A peine les deux émissaires avaient-ils rejoint les leurs, que les combats débutent. Les hommes d'Ernest Grégoire ouvrent le feu en premier en direction de Benoit Rolliers, mais les coups de feu atteignent et tuent un autre pompier se trouvant entre lui et le commandant, et en blessent quatre autres. La riposte des soldats du feu ne se fait pas attendre : le sergent-major De Blinde s'écrie : « Il faut tirer ! » et le Major Louis Van de Poele, jusque là prudent, ordonne d'ouvrir le feu avec les deux canons ainsi que le premier peloton. Il fait recharger et avancer en même temps les hommes du deuxième peloton afin d'empêcher la troupe de rebelles de s'emparer des canons pendant qu'ils sont réarmés. Le résultat est sans appel : la troupe se débande et la rue se vide. La fusillade se poursuit par les croisées de l'hôtel du Gouvernement. Le commandant Van de Poele ordonne alors à ses hommes de revenir vers la caserne où ils sont à nouveau attaqués par des rebelles qui se trouvaient dans le jardin de l'hôtel du Gouvernement, où ils avaient placé une échelle pour descendre dans la rue afin de prendre les pompiers par derrière. Une nouvelle fusillade s'engage alors jusqu'à ce que le caporal de pompier Brugland ne parvienne à s'emparer de l'échelle, provoquant la débâcle finale de la troupe. Le commandant Van de Poele se dirige ensuite avec deux pelotons vers l'intérieur du palais où il arrive baïonnette en avant. Aidé par l'avocat Desouter, il y fait une soixantaine de prisonniers qui s'y étaient réfugiés, dont Albert de Bast et Hutteau d'Origny qui sont emprisonnés. Il sécurise ensuite le site par ses deux canons qu'il laisse en protection.
Le bataillon de la garnison de la citadelle, quant à lui, s'était rangé en ordre de bataille sur la Place d'Armes sans prendre part aux combats et laissa filer les fuyards. Un seul soldat s'avança et tira sur eux mais fut aussitôt arrêté. Une deuxième colonne de renforts commandée par le capitaine Janquart arriva de Bruges par la rue de la Vallée et rejoignit la garnison gantoise sur le Kouter.

### Suites
Le soir des évènements, le colonel Borremans arrive à Gand et propose 400 florins néerlandais au général Wautier en lui demandant de les remettre aux chasseurs de Bruxelles car il s'agissait là de l'argent du prince d'Orange. Cela confirma au général le complot dans lequel il dit avoir le seul à ne pas avoir pris part, ce dont doute Constantin Rodenbach dans son ouvrage Épisodes de la Révolution dans les Flandres publié en 1833. 
Dans le même temps, deux personnalités du gouvernement belge, le ministre des affaires étrangères Sylvain Van de Weyer ainsi que Joseph Vander Linden, arrivent de Bruxelles afin de mener une première enquête pour le Congrès national. Le général Wautier insiste pour que le général Duvivier témoigne des propositions faites par le colonel L'Olivier de rejoindre la cause des rebelles, mais celui-ci ne le mentionna même pas dans son rapport officiel des évènements. Le rapport de Wautier, quant à lui, fut transmis au commissaire Vander Linden le soir-même.
Parallèlement, plusieurs arrestations ont lieu dans le cadre de l'enquête. C'est le cas d'Herman Kessels, officier d'artillerie stationné à ce moment à Turnhout et arrêté sur ordre du général Lambert Nypels, le 7 février 1831 « pour avoir tenu dans des lieux publics des propos calomnieux pour l'armée, qui compromettaient sa sûreté et celle de l'État, et pour avoir fait au colonel Kénor des propositions dont l'exécution, si elles eussent été admises, devait amener le renversement du gouvernement ». Il fut emprisonné à Bruxelles jusqu'au procès. Le comte Louis-Joseph Barthold le Hardy de Beaulieu est également incarcéré plusieurs semaines puis retrouve la liberté.

#### Arrestation de Grégoire
Ernest Grégoire, qui était parvenu à prendre la fuite avec environ 150 hommes, arrive le soir-même à Eeklo, où il cherche une voiture pour se diriger vers la France, son pays natal. Il se réfugie d'abord chez un savonnier, Monsieur Bert, puis se rend à l'« hôtel de la Cigogne », où il est arrêté par la gendarmerie et la police locale sur l'ordre du Bourgmestre Stroo et du commandant de la garde civique de la ville. Il a le temps de brûler quelques papiers mais on trouve sur lui des pistolets, des poignards et une lettre du prince d'Orange en personne, datée du 14 janvier à Londres :

« Londres, 14 janvier 1831.
Colonel !
J'ai reçu ce matin votre lettre par M... Je pense que je ne puis mieux y répondre qu'en vous remerciant des sentiments que vous m'exprimez, et du zèle que vous paraissez disposé à déployer pour ma cause. La pièce ci-incluse contient ma profession de foi politique ; communiquez-la à mes partisans, et prenez sur vous de tranquilliser les Belges, qui pourraient se considérer comme trop fortement compromis, et qui pourraient craindre des réactions. Un entier oubli du passé est garanti par l'espèce de manifeste que je vous transmets ici. Vous savez que je n'ai jamais violé mes promesses.
Signé, Guillaume, prince d'Orange. »

Le lendemain, Grégoire et ses complices furent transférés à Gand sous les huées de la foule.

## Conséquences

### Militaires
Le 21 avril 1831, le général Wautier est nommé commandant en de l'armée des Flandres à la place du général Duvivier.

### Mouvement orangiste
L'échec de l'action de Gand ne dissuade pas les orangistes qui remettent le couvert lors d'une nouvelle tentative de coup d'état à Bruxelles, en mars 1831. Celui-ci échoue à nouveau, arrêté par la garde civique de la ville.
À Gand, des tracts en faveur du roi Guillaume Ier sont à nouveau distribués clandestinement. Le 15 mars, la situation est si tendue que l'on craint un nouveau soulèvement orangiste. Tous les membres commission de sûreté publique passent la nuit à l'hôtel de ville, tandis que les pompiers patrouillent. Des émeutes éclatent régulièrement et, la nuit, des coups de feu sont tirés sur les sentinelles et les veilleurs de nuit. Le 4 avril, le pillage de l'usine d'un orangiste par des membres des milices, pompiers et ouvriers confondus, dégénère, obligeant l'armée à intervenir et à rétablir l'ordre dans la ville. Le 5 juillet, les « gendsche zyssen-men » marchent sur Bruxelles dans une nouvelle tentative de renversement du gouvernement belge. Cette tentative échoue et est suivie de nombreuses arrestations à Gand, dont celle d'un major de la garde civique, également membre de la commission de sécurité publique.

### Procès
C'est le juge d'instruction Spanoghe qui instruit le dossier. Lorsqu’il demande à Ernest Grégoire pourquoi il avait tenté un tel coup d'état avec seulement 400 hommes dans une ville qui comptait une garnison dix fois plus nombreuse, le prévenu lui répond : « J'étais sûr de mon fait ; j'ai été trompé. Je n'avais qu'une personne à craindre, c'était le commandant des pompiers. ». D'autres témoins sont également entendus, comme André Jolly, invité le soir des évènements, avec Albert Goblet d'Alviella, le ministre de la guerre, chez le colonel Borremans qui tente de les acheter en leur proposant de l'argent.
Le procès se tient en juin 1831 à la assises du Brabant. Grégoire, De Bast, Champon, Trossaert et d'Origny furent acquittés, non pas par faute de preuves suffisantes de leur culpabilité mais plutôt à cause du grand nombre d'inculpés et de l'envie des autorités de ne pas faire couler davantage de sang. Aussi, le jeune gouvernement préférait montrer une Belgique forte et unie aux puissances européennes réunies lors de la conférence de Londres et qui, jusqu'alors, avait relativement soutenu la révolution belge et l'indépendance de la Belgique, à condition qu’elle demeure cet état-tampon suffisamment solide entre la France et la Prusse.
D'autres accusés ayant pu avoir une incidence indirecte, comme Herman Kessels, furent également acquittés et relâchés. Grégoire se retira aux Pays-Bas où il rejoignit l'armée et forma un nouveau corps de partisans dans l'optique de la future campagne des Dix-Jours.

### Roi des Belges

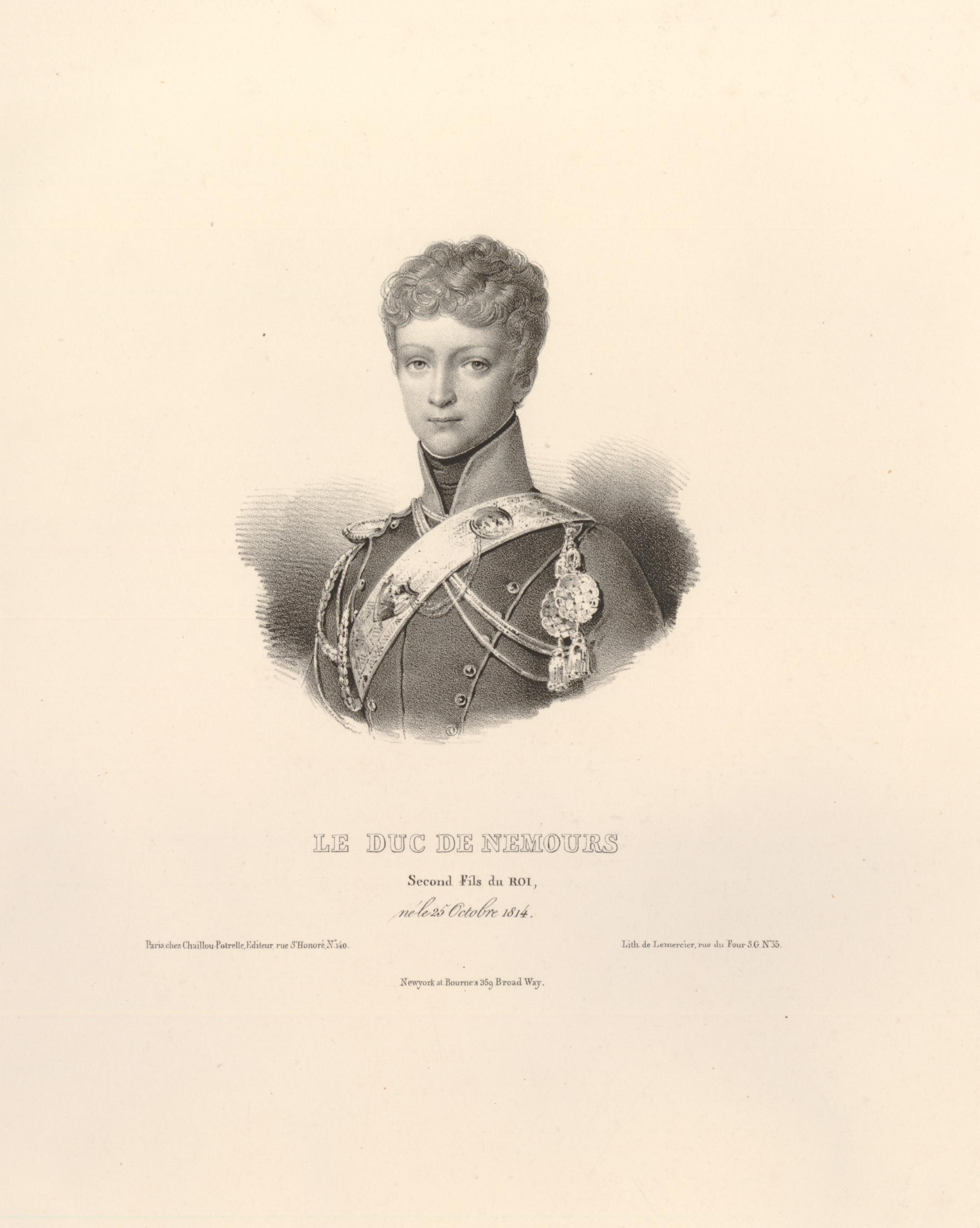
Le 3 février 1831 le Congrès national décide d'offrir le trône de Belgique à Louis d'Orléans, le fils du roi des Français, Louis-Philippe Ier, ce à quoi les orangistes entendent bien s'opposer par leur coup d'état.

Les attaques simultanées qui devaient avoir lieu à Anvers, Bruxelles et Louvain, n'ont pas lieu et l'échec de l'action de Gand ne permet pas de rencontrer l'objectif principal des orangistes : la promulgation du fils du roi des Pays-Bas Guillaume Ier, le prince d'Orange, en tant que nouveau chef de l'état belge. Dès le lendemain, le Congrès national vote en faveur de l'octroi du trône de Belgique à Louis d'Orléans, le fils du roi des Français, Louis-Philippe Ier. Toutefois, le 18 février, sous la pression des puissances européennes réunies lors de la conférence de Londres, Louis-Philippe refuse l'offre belge et la montée sur le trône de son fils. C'est finalement Érasme-Louis Surlet de Chokier qui sera nommé régent du royaume de Belgique en attendant que le premier roi des Belges, Léopold Ier ne prête serment le 21 juillet 1831.

### Ville de Gand
- Une commission de sûreté publique est instaurée après les évènements afin de remplacer le conseil de régence dirigé par le bourgmestre Joseph Van Crombrugghe (nl) et dont l'un des conseillers n'est autre que le chef de file des orangistes : Hippolyte Metdepenningen. Elle est présidée par Charles Coppens[60] et était composée de François Vergauwen[61], des avocats De Souter, Lejeune (secrétaire), Peeters et Spillhooren, ainsi que du commandant des pompiers, Louis Van de Poele. Elle perdurera pendant cinq mois.
- Le 16 février 1831, une bande d'ouvriers patriotes tentent de planter arbre de la Liberté sur le Kouter, mais ils en sont empêchés par la garnison de la ville[62].
- Au début du mois de mai, les esprits s'échauffent à nouveau lorsque le ministère décide que les pompiers gantois devront rendre leurs armes et que le gouverneur de la province de Flandre-Orientale sera remplacé. On craint également la dissolution de la commission de sécurité publique[57]. Finalement, le gouvernement belge revient sur ses pas et, quelques jours plus tard, de nouvelles troupes renforcent la garnison de la ville.
- À la mi-juin, des combats éclatent dans la citadelle de Gand entre artilleurs et fantassins, un artilleur est tué[63]. Des arrestations sont opérées et une partie des troupes est transférée dans d'autres garnisons.

## Réactions

### Gouvernement provisoire
Le 5 février 1831 le Gouvernement provisoire de Belgique publie la proclamation suivante :

« Belges, un étranger que la révolution avait naturalisé parmi vous, et que vous aviez accueilli comme un frère, vient de répondre à votre confiance par une tentative de révolte !
Le lieutenant-colonel Ernest Grégoire, à la tête d'une troupe d'hommes qu'il avait séduite, s'est porté sur Gand ; il voulait y proclamer un prince dont le peuple et le congrès national ont prononcé l'exclusion.
Le courage des pompiers gantois et des chasseurs de Bruxelles, soutenu par la fidélité de la population et par l'énergie des chefs civils et militaires, a fait prompte justice de cette trahison.
La peine suivra le crime, et cet odieux attentat est le dernier effort des ennemis de notre repos et de nos libertés.
Belges, vos destinées sont sur le point d'être fixées : aussi calmes après la victoire que vous avez été courageux dans le combat, vous recevrez avec confiance la décision suprême du congrès national , et votre patriotisme saura le faire respecter.
Bruxelles, le 5 février 1831.
Baron Emmanuel Van der Linden d'Hooghvorst, Comte Félix De Mérode, Charles Rogier, Alexandre Gendebien, Sylvain Van de Weyer »

### Rapport officiel du général Duvivier

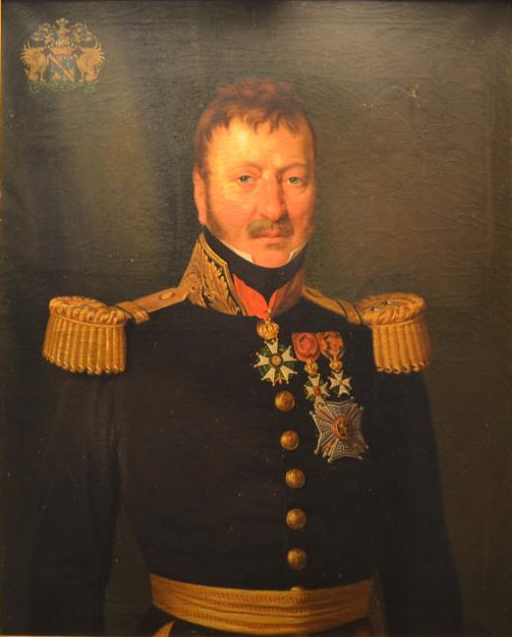
Le général de division Ignace Louis Duvivier.

Le soir des évènements, le général Duvivier, commandant en chef de l'armée des Flandres rédigea le rapport suivant :

« À Monsieur le Commissaire-Général de la Guerre.
À peine le général Wautier se disposait-il à exécuter l'ordre dont vous parle ma dépêche n° 230, que déjà les troupes de Grégoire, au nombre de 400 hommes à peu près, qui avaient forcé le poste de garde à la porte de Bruges, se portaient dans l'intérieur de la ville ; la moitié se dirigea vers l'hôtel-de-ville, et à peu près 150 hommes vinrent se placer devant mes bureaux. Ils ont commis quelques dégâts à l'hôtel du Gouvernement et ont forcé les bureaux du gouverneur ; mais à peine le mouvement avait-il eu lieu, que les dispositions que j'avais ordonnées s'exécutaient. Les pompiers, par quelques coups de mitraille, dispersèrent ces factieux. Pendant ce temps,  je me suis porté aux casernes, je me mis à la tête du 1er bataillon des chasseurs de Bruxelles ; le reste du bataillon suivit avec enthousiasme. Je dirigeai le général Wauthier sur la citadelle, à l'effet de la mettre en grande surveillance, d'en partir avec un bataillon et deux pièces d'artillerie, à l'effet d'appuyer mon mouvement ; quelques coups de fusil ont terminé l'affaire. Cent hommes ont jeté bas leurs armes et se sont rendus prisonniers. D'autres se sont dispersés et cachés dans les maisons et enfin, je viens de recevoir l'avis que M. Grégoire est en fuite sur la route de Bruges, avec à peu près 150 hommes. J'ai envoyé à sa poursuite. Quelques officiers de Grégoire se sont rendus prisonniers. Cent hommes se sont également rendus. Parmi eux se trouve le capitaine de Bast, qui en ce moment fait des révélations près du gouverneur civil. 
Du reste, je n'ai qu'à me louer du bon esprit et du dévouement de toute la garnison. La population de la ville s'est également bien comportée, à quelques exceptions près. Maintenant, je prends des dispositions pour éclairer la route du Sas, afin de parer aux manœuvres possibles des Hollandais.
Le Général de Division,
Signé Baron Duvivier »

## Hommages et distinctions

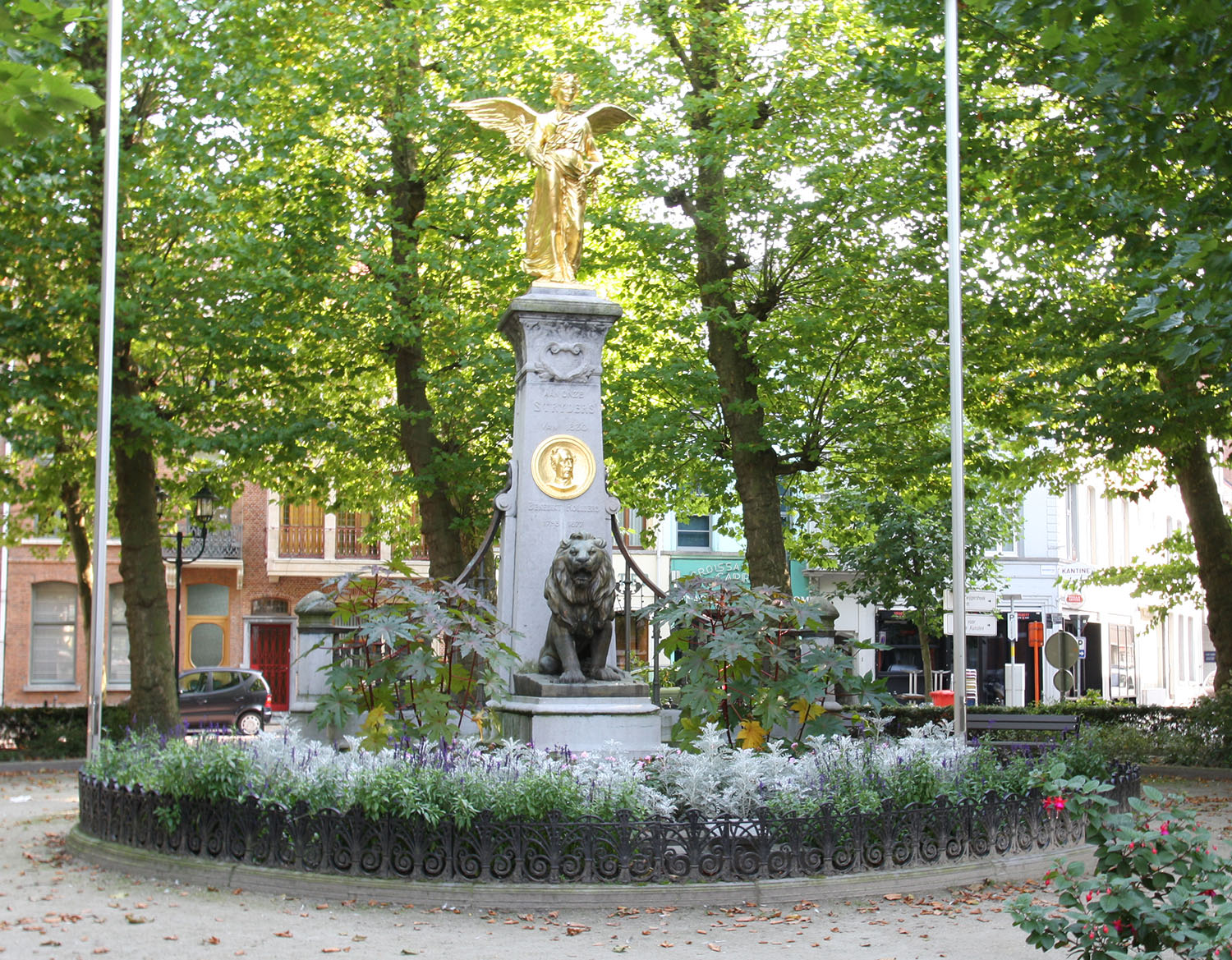
Monument à Benoît Rolliers à Saint-Nicolas.

- Les pompiers de Gand reçurent un drapeau d'Honneur[66] pour leur action avec indiqué, en français, sur une face « Aux sapeurs-pompiers. La Belgique reconnaissante » et, sur l'autre, « Gand 2 février 1831 ». Outre les couleurs belges, on y retrouve les deux canons du corps, entourés de lauriers dorés.
- Le commandant des pompiers, Louis Van De Poele, est promus de Major à Lieutenant-colonel le 5 février, puis à partir du 9 avril, rejoint les forces armées belges en tant que commandant militaire de la place de Gand. Il termine sa carrière le 14 septembre 1855 et reçoit le grade de major-général honoraire. Il est fait commandeur de l'Ordre de Léopold le 14 décembre 1837[67].
- Le sous-lieutenant Benoît Rolliers fut nommé capitaine. Ils reçoit l'équivalence des brevets qui lui octroie les mêmes droits que les officiers de l'armée belge[68]. Un monument est érigé en son honneur dans sa ville de naissance à Saint-Nicolas, dans la province de Flandre-Orientale ainsi qu'à Bruxelles, où l'on érige une plaque sur la façade de la maison dans laquelle il décéde, rue Saint-Alphonse[69].

### Croix de Fer
Plusieurs partisans belges furent décorés de la Croix de Fer pour leur implication contre la tentative de coup d'état, dont six pompiers de Gand :
- Auguste Bayet, secrétaire du gouvernement provisoire de Belgique à Gand lors des faits[41].
- Henri Deblende, Lieutenant du corps des pompiers de Gand, pour avoir « attaqué et mitraillé la colonne du traitre Ernest Grégoire »[70].
- François Depoorter, Sergent du corps des pompiers de Gand « estropié par la suite d'un coup de feu à la jambe droite »[71].
- Werner de Lamberts-Cortenbach, gouverneur de la province de Flandre-Orientale, « au moment où l'hôtel du Gouvernement de Gand venait d'être envahi par la troupe du traitre Ernest Grégoire, et où celui-ci le sommait de reconnaitre le Prince d'Orange, il refusa avec courage »[72].
- Jean-François Meeuws, pompier blessé d'un coup de feu à la main droite lors de l'affrontement[73].
- Jean-François Pouilon, Sergent du corps des pompiers de Gand, « servant le canon dont le feu mit en désordre la troupe du traitre Ernest Grégoire »[74].
- Benoit Rolliers, Sous-lieutenant du corps des pompiers de Gand, pour avoir « traversé, l'épée à la main et le pistolet au poing, les troupes du traitre Ernest Grégoire, pour transmettre l'ordre de les repousser par la force »[75].
- Louis Van de Poele, Major et commandant du corps des pompiers de Gand « qui mitraillèrent et irent en déroute la colonne du traitre Ernest Grégoire »[76].

### Croix commémorative des volontaires de 1830
Plusieurs partisans belges furent décorés de la Croix commémorative des volontaires de 1830 pour leur implication contre la tentative de coup d'état :
- Elie-Joseph Denis, sous-officier pensionné de l'armée, pour s'être « opposé avec énergie au péril de sa vie au pillage de l'hôtel du gouvernement et de l'administration du timbre dans la ville de Gand ; et combattit les troupes de Grégoire »[39].
- Martin-Ferdinand De Ries, pour avoir « assisté aux combats contre Grégoire le 4 février 1831 »[77].
- Alexis-Corneille Keldermans, cordonnier à Gand pour avoir « combattu contre les troupes de Grégoire »[78].
- Charles Michiels, pâtissier congédié des forces armées du royaume uni des Pays-Bas, volontaire de 1830 dans les corps-francs, « participa aux combats de Gand puis s'engagea comme pompier sous les ordres du colonel van de Poele »[79].

### Articles
- (nl) Roger Van Aerde, « Orangist? Patriot? Republikein? Royalist? Het woelige jaar 1831 te Gent. », Ghendtsche Tydinghen, vol. 16, no 1,‎ 1987, p. 41-53 (lire en ligne, consulté le 13 juillet 2025)

### Livres
- Achille Charpiny, Les Combattants volontaires de 1830 devant l'Histoire, Bruxelles, Imprimerie J. Ph Van Assche, 1880 (lire en ligne).
- Comité administratif de la Société centrale des décorés de la Croix de fer, Liste nominative des citoyens décorés de la Croix de fer, Bruxelles, Imprimerie et lithographie de P-M Michelli, 1865 (lire en ligne).
- P-A Huybrechts, Histoire politique et militaire de la Belgique (1830, 1831), Bruxelles, E. Renier, 1856 (lire en ligne).
- Louis Leconte, Les Mémoires du Lieutenant Général Baron François-Xavier de Wautier, t. 90, Bruxelles, Académie royale de Belgique, coll. « Bulletin de la Commission royale d'histoire. », 1926 (lire en ligne).
- Constantin Rodenbach, Épisodes de la Révolution dans les Flandres 1829, 1830, 1831, L. Hauman et compagnie, 1833 (lire en ligne).
- Charles White, Histoire de la révolution belge de 1830, t. II, Bruxelles, Louis Hauman et Cie, 1836 (lire en ligne), « 9 ».
- Els Witte (trad. Anne-Laure Vignaux), Le Royaume perdu - Les orangistes belges contre la révolution (1828-1850), Éditions Samsa, 2016, 663 p. (ISBN 978-2875930699, présentation en ligne)
- (nl) Roger Van Aerde, De Gentse pompiers redden de Belgische onafhankelijkheid, coll. « Ghendtsche Tydinghen », 1981.
- (nl) Malik Weyns, De Gentse brandweer 1809-1950 : van gewapend pompier tot brandweerman in burger., t. II, 1997 (lire en ligne).